# Milići
Milići (v srbské cyrilici Милићи) jsou město a sídlo opštiny v Republice srbské, v Bosně a Hercegovině. Nachází se v východní části země, v blízkosti regionu Podriní. Milići byly známé především díky dolu na bauxit, který se nachází v jejich blízkosti a je v provozu od roku 1959. Mají 2 368 obyvatel.
Město se nachází na soutoku řek Studeni Jadar a Zeleni Jadar na hlavním dopravním tahu ze Sarajeva k Zvorniku.
Okolí Milićů popsal okolo roku 1460 turecký cestopisec Evlija Čelebi, který zaznamenal okolo 170 domů v dobrém stavu. Popsal také hrad Kušlat, který byl původem z poloviny 14. století.